# Ivo Klec
Ivo Klec (ur. 28 listopada 1980 w Bratysławie) – słowacki tenisista.

## Kariera tenisowa
Jako zawodowy tenisista występował w latach 1999–2015.
W grze pojedynczej wielokrotnie wygrywał zawody kategorii ITF Men’s Circuit.
W rankingu gry pojedynczej Klec najwyżej był na 184. miejscu (21 sierpnia 2006), a w klasyfikacji gry podwójnej na 190. pozycji (13 czerwca 2011).
W 2007 roku zagrał w jednym meczu Pucharu Davisa, w rundzie przeciwko Macedonii pokonując Dimitara Grabula przyczyniając się do triumfu 5:0 Słowaków w rywalizacji.